# Eberhard Vogdt

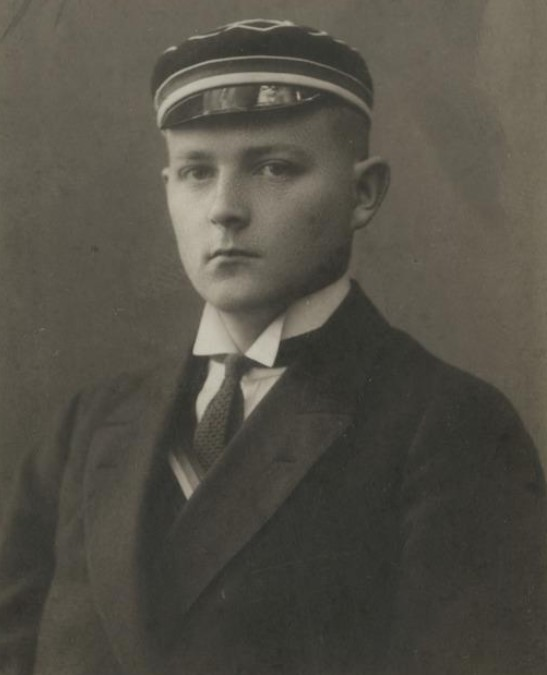
Eberhard Vogdt (1920)

Eberhard Konrad Roman Vogdt (* 14. Julijul. / 27. Juli 1902greg. in Kohatu, heute Landgemeinde Kernu; † 9. Februar 1964 in Oberaula, Deutschland) war ein estnischer Segler.
Bei den IX. Olympischen Sommerspielen 1928 in Amsterdam war Vogdt im Alter von 26 Jahren Mitglied der Mannschaft des estnischen Boots Tutti V, das nach Norwegen und Dänemark die Bronzemedaille in der 6-Meter-Klasse gewann. Seine Mitstreiter waren Nikolai Vekšin, William von Wirén und die beiden Brüder Andreas und Georg Faehlmann. Bereits vor der sowjetischen Besetzung Estlands ging Vogdt nach Deutschland, wo er bis zu seinem Tod lebte.